# أوبر
أوبر تكنولوجيز (بالإنجليزية: Uber)‏ هي شركة تكنولوجية أمريكية متعددة الجنسيات على شبكة الإنترنت، مقرها في مدينة سان فرانسيسكو بولاية كاليفورنيا. قامت بتطوير أسواق تعمل على تطبيق أوبر للهواتف النقالة، والذي يتيح لمستخدمي الهواتف الذكية طلب سائق مع سيارته بغرض التنقل، ويعد السائقون مستخدمين أيضا لنفس التطبيق ولكن للاستفادة منه مع العلم أن أوبر تخصم رسوما لاستخدام التطبيق من السائقين على كل رحلة. واعتبارا من 28 مايو 2016، كانت خدماتها متوفرة في 449 مدينة متوزعة على أكثر من 66 بلدا حول العالم. ومنذ إطلاقها، قامت العديد من الشركات الأخرى بنسخ نموذج أوبر في أعمالها، وهو الاتجاه الذي بات يشار إليها باسم "Uberisation".
يُقدر أن لدى أوبر أكثر من 78 مليون مستخدم نشط شهريًا حول العالم. في الولايات المتحدة، تمتلك أوبر 67٪ من حصة السوق لمشاركة الرحلات و 24٪ من حصة السوق لتوصيل الطعام.
كما يحدث مع الشركات المماثلة، تعرضت أوبر لانتقادات بسبب معاملتها للسائقين كمقاولين مستقلين، والتأثير سلباً في قطاع أعمال سيارات الأجرة، وزيادة الازدحام المروري. عندما كانت تحت قيادة الرئيس التنفيذي السابق ترافيس كالانيك، تعرضت الشركة لانتقادات بسبب العديد من الممارسات غير الأخلاقية.

## تاريخ الشركة
افتتح جارت كامب وترافيس كالانيك الشركة بأسم أوبركاب (بالإنجليزية: UberCab) في مدينة سان فرانسيسكو عام 2009.
بعد أن أنفق كامب وأصدقاؤه 800 دولار للحصول على سائق خاص، أراد إيجاد طريقة لتقليل تكلفة النقل المباشر. لقد أدرك أن مشاركة التكلفة مع الناس يمكن أن تجعلها في متناول الجميع، وتحولت فكرته إلى أوبر. انضم كالانيك إلى كامب وأعطاه «الفضل الكامل لفكرة» أوبر. تم بناء النموذج الأولي من قبل كامب وأصدقائه، أوسكار سالازار وكونراد ويلان، مع كالانيك باعتباره «المستشار الضخم» للشركة.
بعد إطلاق الإصدار التجريبي في مايو 2010، تم إطلاق خدمات أوبر وتطبيق الجوال رسميًا في سان فرانسيسكو في عام 2011. في الأصل، سمح التطبيق للمستخدمين فقط باستخدام سيارة سوداء فاخرة، وكان سعرها مرة ونصف سعر سيارة الأجرة.

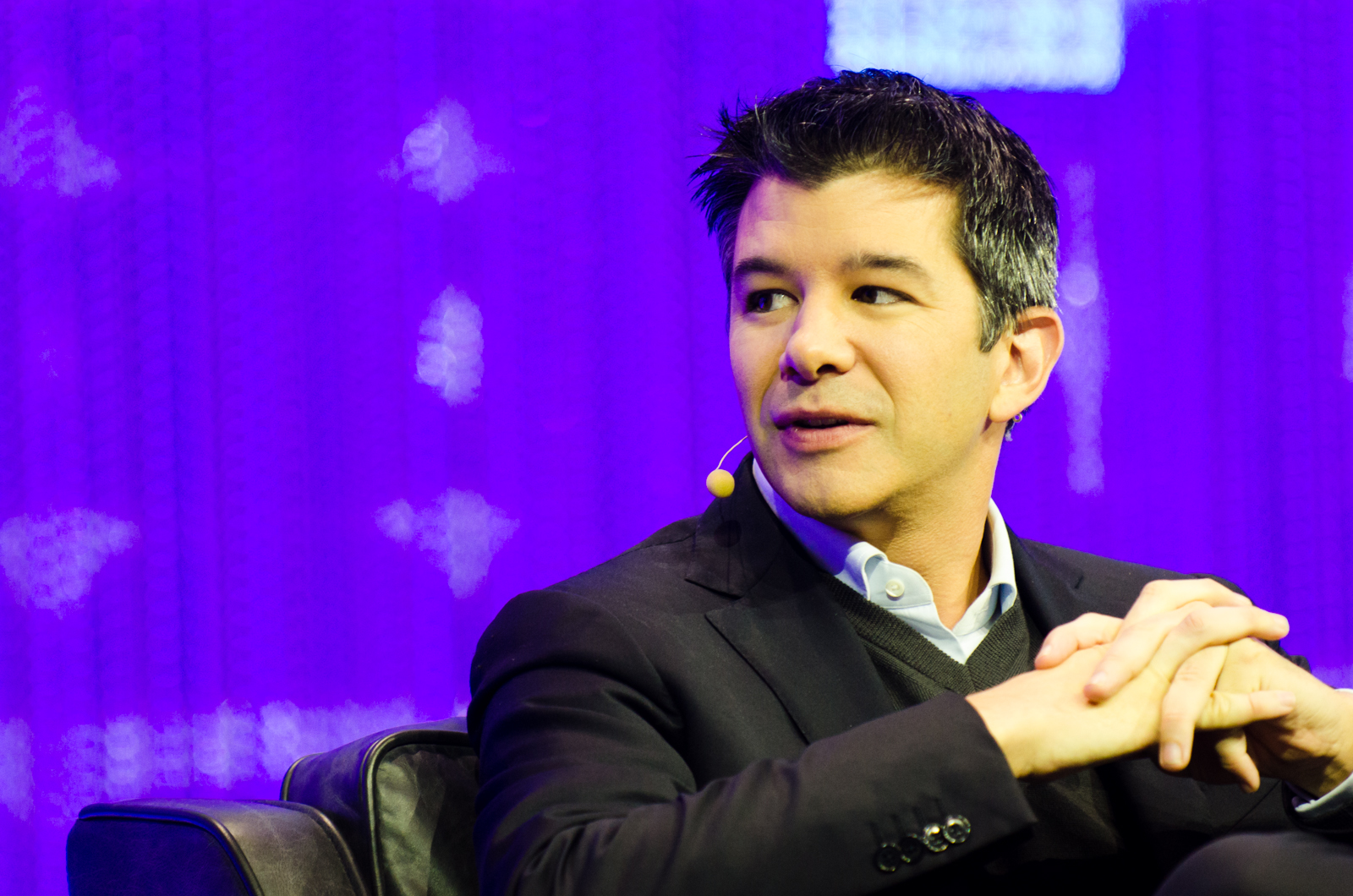
ترافيس كالانيك، المدير التنفيذي السابق لشركة أوبر

في فبراير 2010، أصبح رايان غريفز أول موظف في أوبر. بدأ غريفز كمدير عام وعُين الرئيس التنفيذي بعد فترة وجيزة من الإطلاق. في ديسمبر 2010، خلف كالانيك غريفز كرئيس تنفيذي لأوبر. أصبح جريفز مدير عمليات الشركة.[بحاجة لمصدر] بحلول عام 2019، امتلك غريفز 31.9 مليون سهم في الشركة.
في عام 2011، غيرت الشركة اسمها من أوبر كاب إلى أوبر بعد شكاوى من مشغلي سيارات الأجرة في سان فرانسيسكو.
تضمنت التعيينات المبكرة للشركة عالم فيزياء نووية، وعالم أعصاب حاسوبي، وخبير في الآلات عمل على التنبؤ بالطلب على سائقي السيارات المستأجرة الخاصة وأين يمكن أن يكون الطلب أعلى على الخدمة. في أبريل 2012، أطلقت أوبر خدمة في شيكاغو حيث تمكن المستخدمون من طلب سيارة أجرة عادية أو سائق أوبر عبر تطبيق الهاتف المحمول الخاص بها.
في يوليو 2012، قدمت الشركة أوبرX، وهو خيار أرخص يسمح للأشخاص بقيادة سيارات أوبر باستخدام مركبات غير فاخرة، بما في ذلك سياراتهم الشخصية، والتي تخضع لفحص، ومتطلبات التسجيل، ومعايير خاصة. بحلول أوائل عام 2013، كانت الخدمة تعمل في 35 مدينة.
في ديسمبر 2013، اختارت يو إس إيه توداي أوبر شركة التكنولوجيا لهذا العام.
في أغسطس 2014، أطلقت أوبر خدمة أوبر بوول، وهي خدمة نقل مشتركة في منطقة خليج سان فرانسيسكو. سرعان ما تم إطلاق الخدمة في مدن أخرى حول العالم بما في ذلك باريس، مدينة نيويورك، الصين، واشنطن العاصمة، لندن، بوسطن، حيدر أباد، كلكاتا، مومباي، سنغافورة، ديلاوير، تورنتو، ناشفيل، سيدني، وملبورن.
في أغسطس 2014، أطلقت أوبر إيتس (Uber Eats)، وهي خدمة توصيل للطعام.
في أغسطس 2016، بعد مواجهة منافسة شديدة في الصين، باعت أوبرعملياتها في الصين لشركة ديدي مقابل حصة 18٪ في ديدي. كما وافقت ديدي على استثمار مليار دولار في أوبر. بدأت أوبر عملياتها في الصين في عام 2014، تحت اسم 优步 (يوبو).

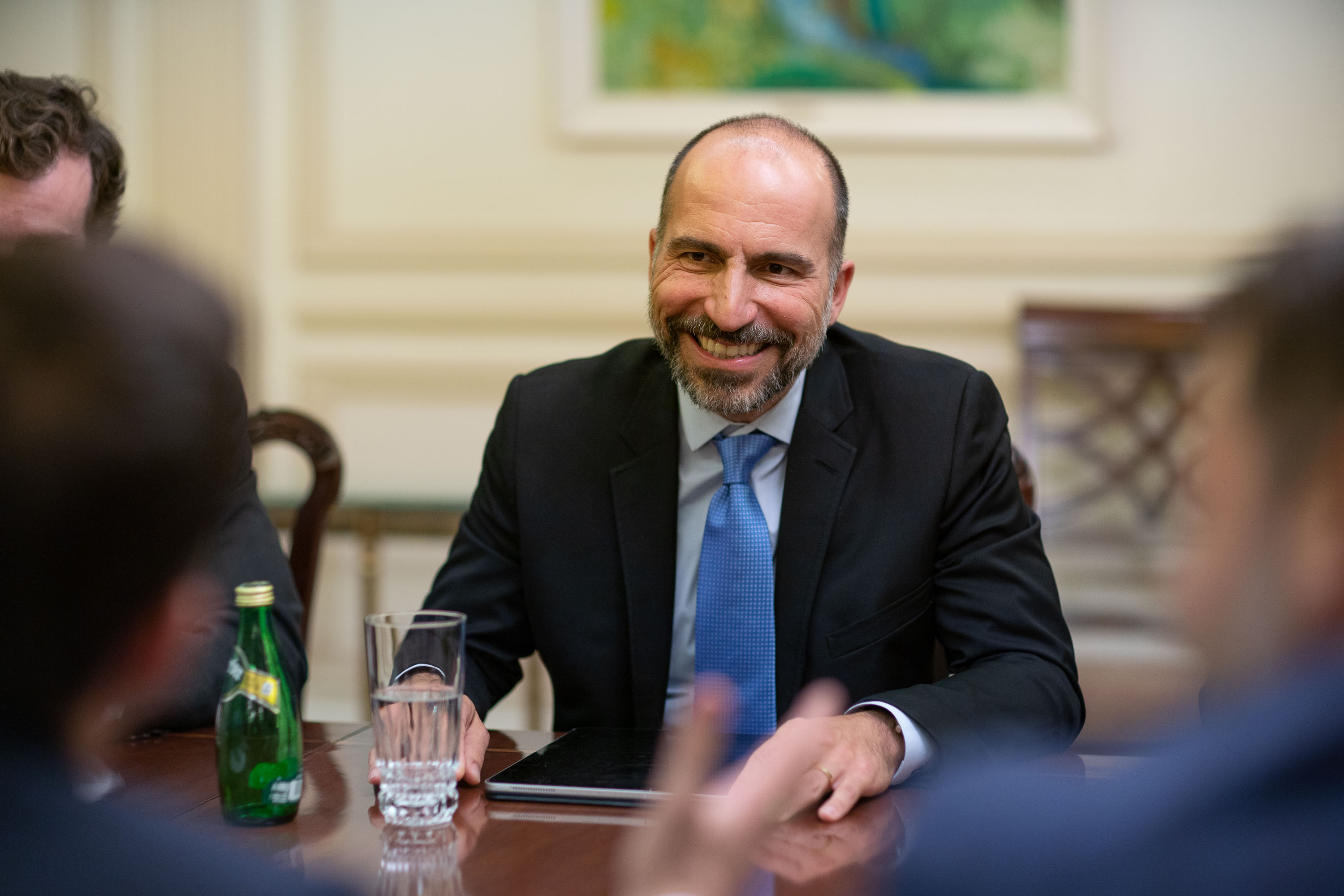
الرئيس التنفيذي لشركة أوبر دارا خسروشاهي (منذ 2017).

في أغسطس 2017، أصبح دارا خسروشاهي، الرئيس التنفيذي السابق لمجموعة اكسبيديا، الرئيس التنفيذي لشركة أوبر.
في يوليو 2017، تلقت أوبر تصنيف خصوصية من فئة الخمس نجوم من مؤسسة الحدود الإلكترونية، ولكن تعرضت لانتقادات شديدة من قبل المجموعة في سبتمبر 2017 بسبب سياسة مثيرة للجدل لتتبع مواقع العملاء حتى بعد انتهاء الرحلة، مما أجبر الشركة على أن تتراجع عن سياستها.
في فبراير 2018، دمجت أوبر خدماتها في روسيا وأرمينيا وأذربيجان وبيلاروسيا وجورجيا وكازاخستان مع خدمات ياندكس تاكسي واستثمرت 225 مليون دولار في المشروع.
في مارس 2018، دمجت أوبر خدماتها في جنوب شرق آسيا مع خدمات جراب في مقابل حصة ملكية بنسبة 27.5٪ في جراب.
كانت خدمة أوبر رنت (Uber Rent)، المدعومة من جتاروند، خدمة مشاركة سيارات من شخص لآخر متاحة لبعض المستخدمين في سان فرانسيسكو بين مايو 2018 ونوفمبر 2018.
في نوفمبر 2018، أصبحت أوبر عضوًا ذهبيًا في مؤسسة لينكس.
في 10 مايو 2019، أصبحت أوبر شركة عامة من خلال طرح عام أولي. بعد الاكتتاب العام الأولي، انخفضت أسهم أوبر بنسبة 11٪، مما أدى إلى أكبر خسارة للدولار في اليوم الأول في تاريخ الاكتتاب العام في الولايات المتحدة. بعد أن أصبحت أوبر شركة عامة بشهر، تنحى كل من مدير العمليات بارني هارفورد والمدير التنفيذي ريبيكا ميسينا. سجلت أوبر خسارة قدرها مليار دولار أمريكي في الربع الأول من عام 2019، وخسارة قدرها 5.2 مليار دولار أمريكي للربع الثاني من عام 2019.
في يوليو 2019، تم تخفيض قسم التسويق بمقدار الثلث، مع تسريح 400 شخص بعد أن تكبدت الشركة خسائر مستمرة. وتم تجميد تعيينات المهندسين.
في أوائل سبتمبر 2019، قامت أوبر بتسريح 435 موظفًا إضافيًا منهم 265 من الفريق الهندسي و170 آخرين من فريق المنتج.
في أكتوبر 2019، أطلقت أوبر خدمة أوبر وركس (Uber Works) لربط العمال الذين يريدون وظائف مؤقتة مع الشركات. كان التطبيق متاحًا في البداية فقط في شيكاغو وتم توسيعه إلى ميامي في ديسمبر 2019. تم إغلاق الخدمة في مايو 2020.
في أكتوبر 2019، بالشراكة مع هيليفلايت، بدأت أوبر في تقديم خدمة تاكسي هليكوبتر بين مانهاتن ومطار جون إف كينيدي الدولي.
في يناير 2020، استحوذت أوبر على كريم مقابل 3.1 مليار دولار تتكون من 1.7 مليار دولار أمريكي من سندات القرض القابلة للتحويل و1.4 مليار دولار نقداً. في نفس الشهر، باعت أوبر خدمة أوبر إيتس الهندية لشركة زوماتو، حيث اشترت 9.99٪ من زوماتو.
في 5 مايو 2020، أثناء جائحة كورونا، أعلنت أوبر عن خطط لتسريح 3700 موظف، أي حوالي 14٪ من إجمالي قوتها العاملة. في 18 مايو 2020، تم الإعلان عن تخفيض 3000 وظيفة أخرى وإغلاق 45 مكتبًا.
في أوائل يوليو 2020، أطلقت أوبر بالشراكة مع كورنوشوب خدمة توصيل البقالة من أوبر في أمريكا اللاتينية وكندا. في وقت لاحق من ذلك الشهر، أطلقت الخدمة في مدينتين أمريكيتين، وتحديداً ميامي في فلوريدا، ودالاس في تكساس.
في يوليو 2020، وافقت أوبر على الاستحواذ على بوستمايتس مقابل 2.65 مليار دولار، مع إغلاقها في الربع الأخير من عام 2020.
في يونيو 2020، أعلنت أوبر أنها ستدير أسطول مركبات بالطلب والتي تتميز بمعدلات إشغال عالية لصالح شركة مارين ترانزيت (Marine Transit)، وهي شركة حافلات عامة في مقاطعة مارين في كاليفورنيا. هذه الشراكة هي أول شراكة برمجيات عند الطلب لشركة أوبر.
في نوفمبر 2020، أعلنت أوبر أنها خسرت 5.8 مليار دولار هذا العام بسبب جائحة كورونا.

## نظرة عامة على المنتج

شعار شركة أوبر المستخدم منذ فبراير 2016 إلى سبتمبر 2018

لا تقدم أوبر خدمات النقل، ولكن بدلاً من ذلك، تحدد الشروط التي يتم بموجبها تقديم الخدمة من سائقين مستقلين للعملاء والأسعار التي سيتم فرضها عليهم، بما في ذلك الحصة التي يكسبها السائق. لتسهيل خطة العمل، تستخدم أوبر نموذج تسعير ديناميكي؛ تختلف الأسعار حسب العرض والطلب وقت تقديم الخدمة. ومع ذلك، يتم تقديم الأجرة أو رسوم التوصيل للعملاء مقدمًا.
يتم الوصول إلى الخدمة بشكل عام عبر تطبيق الهاتف المحمول. يقوم المستخدمون بإعداد ملف تعريف شخصي بالاسم ورقم الهاتف ومعلومات أخرى وتفضيلات الدفع، والتي قد تكون بطاقة ائتمان أو نظام دفع للتجارة الإلكترونية أو نقدًا في بعض الحالات. بعد تقديم الخدمة، قد يُمنح العميل خيار تقديم مكافأة للسائق، والتي يتم احتسابها أيضًا بطريقة الدفع الخاصة بالعميل.
يعتبر وضع السائقين كمقاولين مستقلين مشكلة لم يتم حلها. يوفر السائقون سيارة يمكن أن تكون مملوكة أو مستأجرة. يجب أن يفي السائقون بمتطلبات العمر والصحة وعمر السيارة ونوعها، وأن يكون لديهم رخصة قيادة وهاتف ذكي أو جهاز لوحي، وقد يُطلب منهم اجتياز فحص أمني. في العديد من المدن، يجب أن تجتاز المركبات فحوصات السلامة السنوية و/أو يجب أن يكون عليها شعار مُلصق على نافذة الركاب. تتطلب بعض المدن أيضًا حصول السائقين على رخصة عمل. قد تكون هناك وسائل مساعدة للسائقين ضعاف السمع. قد يتم إخطار السائقين قبل قبول الرحلة إذا كانت تستغرق أكثر من 45 دقيقة. بعد كل معاملة، يمكن للسائقين والعملاء تقييم بعضهم البعض وقد يتم إيقاف المستخدمين ذوي التقييمات المنخفضة.

### خيارات التسعير

شعار شركة أوبر

#### تقديرات السعر
وفقًا لأوبر، «في الولايات المتحدة، تعتمد الأسعار الأولية على الطول والمدة المقدرة للرحلة. يمكن أن تختلف التقديرات بناءً على أنماط الطلب والعوامل الخارجية مثل حركة المرور.» تسيطر أوبر على أسعار جميع الرحلات، بالإضافة إلى آلية توزيع الجانب الخاص بالعرض.

#### مضاعفات الأسعار الأساسية

شعار أوبر إيتس؛ خدمة من أوبر لتوصيل الطعام

في كانون الثاني (يناير) من عام 2020، أصدرت أوبر ميزة جديدة تحت الاختبار في مناطق خدمة مختارة في كاليفورنيا لتمكين السائقين في مطارات سانتا باربرا وساكرامنتو وبالم سبرينغز من تحديد سعر مضاعف من سعر الرحلة الأساسي، مع الأخذ في الاعتبار الوقت والمسافة لـ أوبرX ، وأوبرXL.

#### آثار تحديد الأسعار
كجزء من الإجراء لتمكين السائقين من تعيين مضاعفات أسعار أوبر الأساسية في مناطق محددة في كاليفورنيا، تنص أوبر في توجيهاتها للسائقين على أنه «من غير القانوني بموجب قانون الولاية والقانون الفيدرالي لأي شخص، بما في ذلك سائقي سيارات الركاب، المشاركة في تحديد الأسعار. يتضمن هذا، الاتفاق مع السائقين الآخرين على السعر. يتطلب القانون أن يتخذ السائقون قرارات بشأن التسعير والتسعير الفعال بأنفسهم.» الغرض من تثبيت الأسعار هو ضبط السعر من أجل المنفعة المتبادلة. وهو انتهاك لقانون المنافسة يعتبر «في حد ذاته» قيدًا غير مبرر في التجارة. وقد استنتجت المحاكم أن تحديد الأسعار ليس له مبرر مشروع ويفتقر إلى أي غرض تنافسي ويجب اعتباره غير قانوني دون أي تحليل إضافي لمعقوليته أو مبرر اقتصادي أو عوامل أخرى.

#### التحكم في السعر من قبل لجنة المرافق العمومية في كاليفورنيا
في ولاية كاليفورنيا، تُعد أوبر مرفقًا عامًا، وتعمل ضمن اختصاص لجنة المرافق العامة في كاليفورنيا. تنظم لجنة المرافق العامة في كاليفورنيا المرافق العامة ضمن نطاق اختصاصها، بما في ذلك تحديد أسعار خدمات النقل التي يقدمها «شركاء أوبر» السائقون. تعتبر أوبر شركة شبكة نقل بموجب قانون الولاية. قضت المحكمة العليا في ولاية كاليفورنيا بأن لجنة المرافق في الولاية لها اختصاص قضائي بشأن أسعارها، وكانت تدرس إجراءات تحديد أسعار شركة سيارات الأجرة على مدار السنوات السبع الماضية، لكنها لم تعمل على تنظيم هذه الأسعار أو تعلن عن أي نية للقيام بذلك.

#### خيارات الخدمة

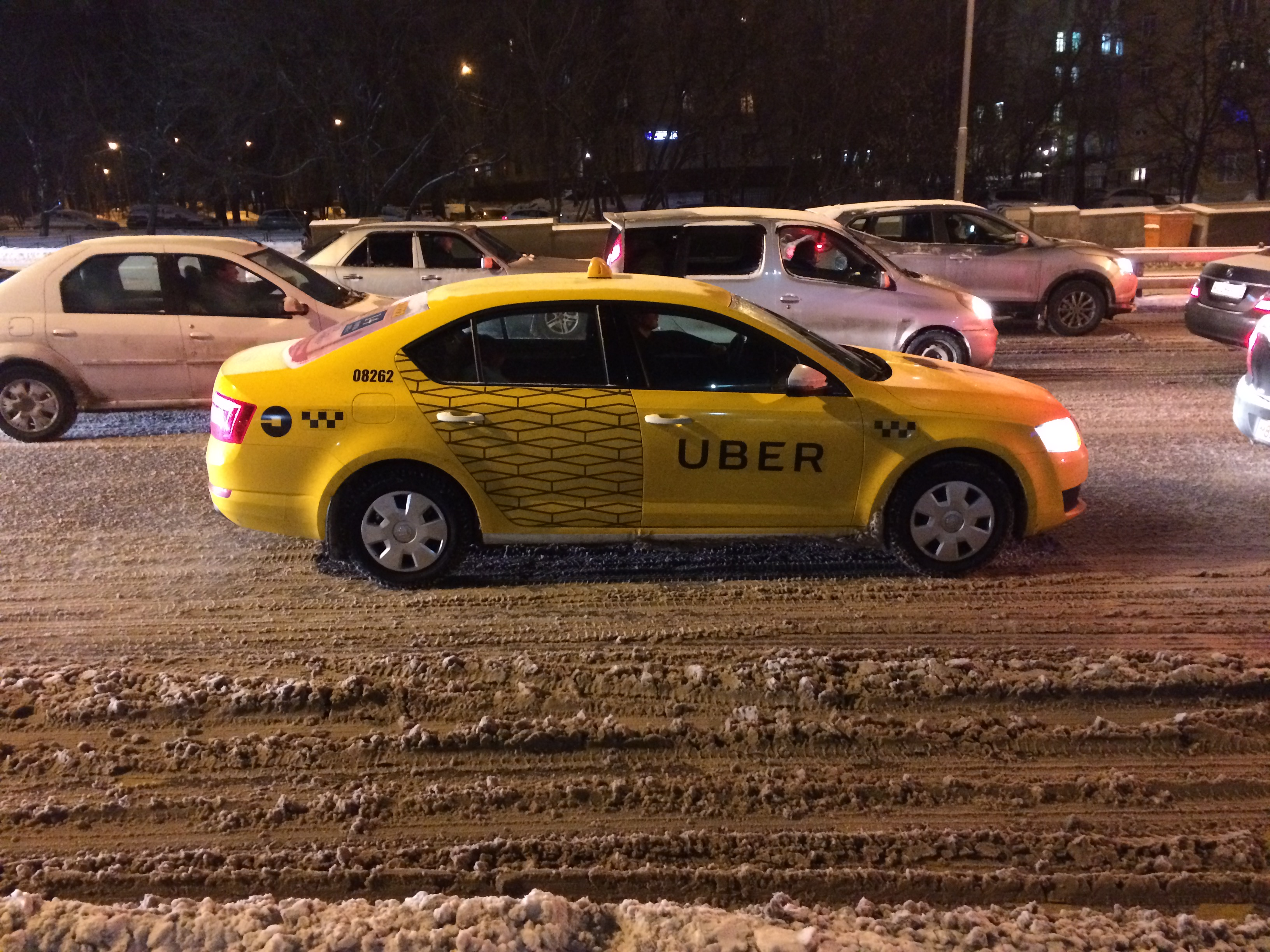
سيارة أوبر صفراء في موسكو

أوبرX، المستوى الأساسي للخدمة، يتضمن رحلة خاصة في سيارة عادية مع سائق بحد أقصى يصل إلى أربعة ركاب. بناءًا على الموقع، تقدم أوبر مستويات أخرى متنوعة من خدمة النقل بأسعار مختلفة بما في ذلك: السيارات الفاخرة السوداء، والمركبات الأحدث أو المتميزة، والسيارات ذات المقاعد الجلدية، والمركبات الرياضية متعددة الأغراض، والشاحنات الصغيرة، وعربات نقل البضائع، وسوزوكي ألتو، وهاتشباك، والسيارات الكهربائية، والمركبات الهجينة، والدراجات النارية والتوك توك وسيارات أجرة فعلية ووسائل النقل المشتركة منخفضة التكلفة مع الركاب الآخرين الذين يسيرون في نفس الاتجاه العام (تم تعليقها في أثناء وباء كورونا)، ومقاعد أمان للأطفال وشحن الحيوانات الأليفة، وتوفير سائقون يتحدثون اللغة الإسبانية، ووسائل مساعدة خاصة لكبار السن والركاب ذوي الإعاقة الجسدية، ومركبات خاصة لأصحاب الكراسي المتحركة.
يجوز للأشخاص الذين لديهم حيوان خدمي استخدام أي نوع من خدمات أوبر، وفقًا لما يقتضيه القانون.
من خلال شراكة مع شركة لايم، يمكن للمستخدمين استئجار دراجات كهربائية ودُّرَيْجَات بخارية.
تقدم أوبر للعاملين في المجال الصحي في الولايات المتحدة طريقة لترتيب المشاوير للمرضى من وإلى مواعيدهم. يمكن للمرضى الذين ليس لديهم هواتف ذكية تلقي معلومات الرحلة عبر الرسائل النصية أو عبر مكتب أخصائي الصحة.

#### الخدمات الجوية
تقدم أوبر كوبتر (Uber Copter)، التي تديرها شركة هيليفلايت، رحلات هليكوبتر مدتها 8 دقائق بين مانهاتن ومطار جون إف كينيدي الدولي مقابل 200 دولار أمريكي لكل راكب.
كان قسم Elevate في أوبر يطور أوبر إير (UberAir)، والذي كان سيوفر رحلات قصيرة باستخدام طائرات إقلاع وهبوط عمودي. كان من المتوقع أن تبدأ الرحلات الجوية التوضيحية في عام 2020 في دالاس ولوس أنجلوس، وكان من المتوقع أن تبدأ العمليات التجارية في عام 2023. ولكن، باعت أوبر هذا القسم الخاص بها إلى شركة جوبي أفياشن في ديسمبر 2020.

#### أوبر لشحن البضائع
تقوم أوبر فرايت (Uber Freight) بتقديم خدمة نقل بضائع عن طريق سائقي سيارات نقل بشكل مماثل لنقل الركاب من خلال سائقين مستقلين.

#### النقل البحري
بالشراكة مع مشغلين محليين، تقدم أوبر خدمة النقل البحري خلال موسم الذروة في عدة مواقع بما في ذلك كرواتيا، ميامي، واسطنبول.

#### استخدام البيانات
مثل العديد من شركات التكنولوجيا واسعة النطاق، يتوفر قدر هائل من البيانات حول سلوك العملاء لشركة أوبر. قام الخبير الاقتصادي جون أ. ليست، بصفته كبير الاقتصاديين في أوبر بالإضافة إلى مسيرته الجامعية، بتحليل بيانات الشركة لمعرفة تأثير مشاكل العملاء واستجابة الشركة لطلبات العملاء المستقبلية. على سبيل المثال، يمكنأن يتم توقع أن تستغرق الرحلة 9 دقائق، ولكن في الواقع، تستغرق 23 دقيقة. وجد التحليل أن الأشخاص الذين لديهم تجربة سيئة قد أنفقوا في وقت لاحق ما يصل إلى 10٪ أقل مع أوبر، مما يمثل خسارة كبيرة في الإيرادات. ثم تم تجريب تأثير ردود أفعال مختلفة من قبل أوبر على استخدام العملاء لأوبر في المستقبل. تم تقديم «اعتذار صادق» بسيط لبعض العملاء؛ ولآخرون أضيف اعترافًا بأن الشركة قد خذلت العميل، أو تم تقديم التزاماً «بضمان عدم حدوث ذلك مرة أخرى». وُجد أن جميع أشكال الاعتذار كانت غير فعالة في الاحتفاظ بدعم العملاء. بالمقابل، إذا تم تقديم قسيمة خصم بقيمة 5 دولارات أمريكية، فستكون هناك خسارة أقل في الأعمال؛ ولكن إذا كانت هناك تجارب سيئة أخرى، فلن يعود العملاء؛ ويبدو أن المزيد من الاعتذارات تنفر العملاء أكثر.
وجد تحليل البيانات أن السائقين الذكور يكسبون حوالي 7٪ أكثر من النساء؛ تم تعليل ذلك بأن الرجال يقودون سياراتهم بمعدل 2.5٪ أسرع، مما يمكنهم من جذب المزيد من العملاء. أعطت الراكبات النساء إكراميات بلغ متوسطها 4٪، بينما أعطى الرجال 5٪؛ لكن السائقات الإناث تلقين مزيدًا من الإكراميات - طالما كان عمرهن أقل من 65 عامًا.

## أبحاث السيارات ذاتية القيادة
أدافنسد تكنولوجيز جروب (Uber ATG) هي شركة تابعة للأوبر تعمل على تطوير السيارات ذاتية القيادة. تعتبر الشركة شركة مملوكة للأقلية من قبل مجموعة سوفت بنك وتويوتا ودنسو.
في أوائل عام 2015، وظفت الشركة حوالي 50 شخصًا من قسم الروبوتات بجامعة كارنيجي ميلون.

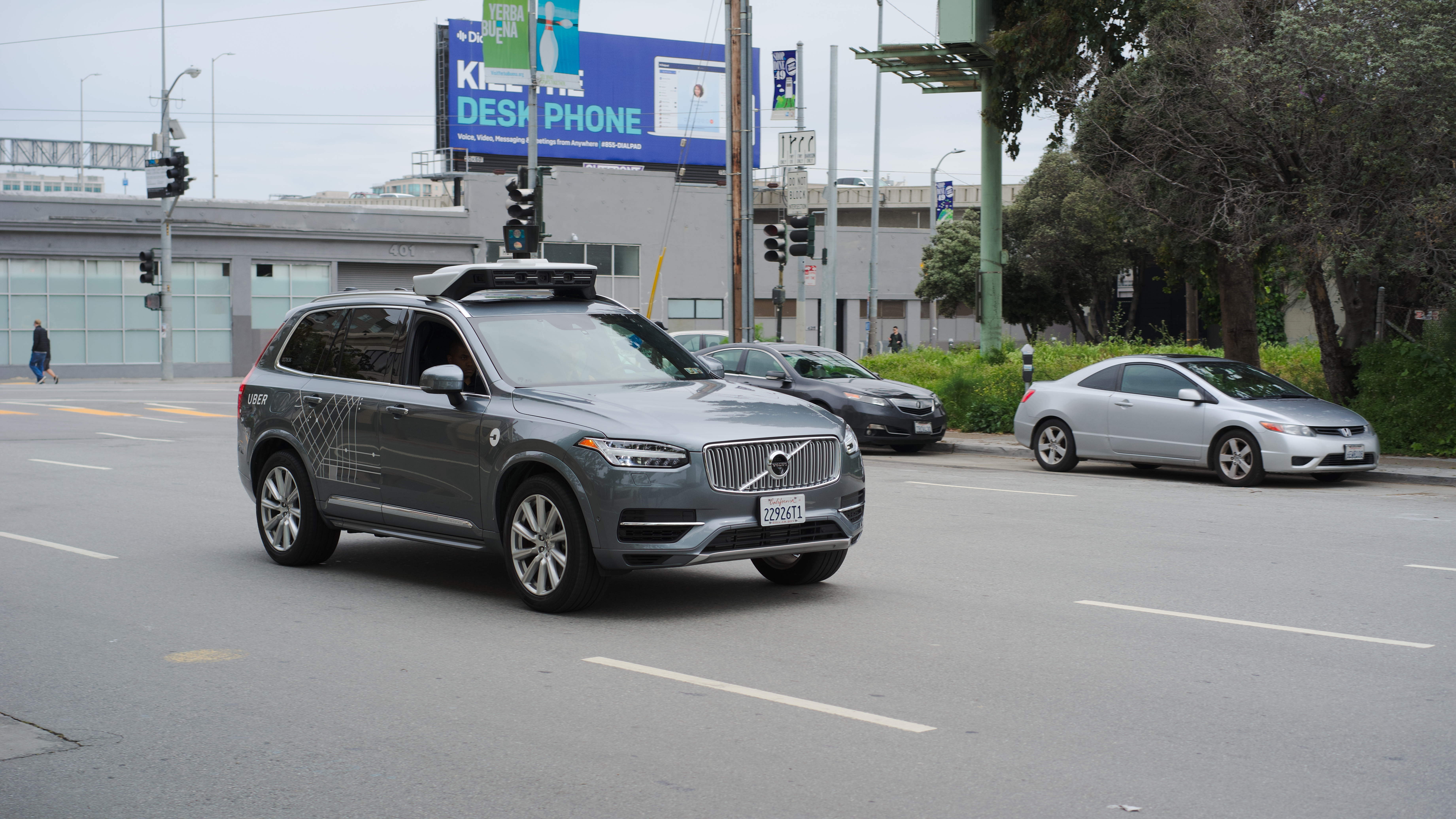
سيارة فولفو XC90 ذاتية القيادة في سان فرانسيسكو

في 14 سبتمبر 2016، أطلقت أوبر أول خدماتها للسيارات ذاتية القيادة لعملاء «أوبر سيليكت» في بيتسبرغ، باستخدام أسطول من سيارات فورد فيوجن. تم تجهيز كل مركبة بـ 20 كاميرا وسبعة أجهزة ليزر ونظام تحديد المواقع العالمي وجهاز ليدار ومعدات رادار تمكن السيارة من إنشاء خريطة ثلاثية الأبعاد.
في 14 ديسمبر 2016، بدأت أوبر في استخدام سيارات فولفو XC90 ذاتية القيادة في مسقط رأسها في سان فرانسيسكو. في 21 ديسمبر 2016، ألغت إدارة المركبات في كاليفورنيا تسجيل المركبات التي كانت أوبر تستخدمها تحت الاختبار وأجبرت البرنامج على وقف عملياته في كاليفورنيا. بعد شهرين، نقلت أوبر البرنامج إلى ولاية أريزونا، حيث تمكنت السيارات من نقل الركاب، على الرغم من أنه، كإجراء احترازي للسلامة، كان هناك اثنان من مهندسي أوبر دائمًا في المقاعد الأمامية لكل مركبة. في مارس 2017، اصطدمت سيارة أوبر ذاتية القيادة وانقلبت على جانبها من قبل مركبة أخرى. في أكتوبر 2017، بدأت أوبر في استخدام سائق اختبار واحد فقط، على الرغم من مخاوف بعض الموظفين بشأن السلامة.
في نوفمبر 2017، أعلنت أوبر عن خطة غير ملزمة لشراء ما يصل إلى 24,000 سيارة فولفو XC90 مصممة لاستيعاب تكنولوجيا القيادة الذاتية، بما في ذلك نوع مختلف من آلية التوجيه والفرملة وأجهزة الاستشعار.
في ديسمبر 2020، أعلنت أوبر عن بيع ATG إلى أرورا. صرحت الشركة أيضًا أنها ستستثمر 400 مليون دولار في أبحاث أرورا عن تكنولوجيا القيادة الذاتية. أوبر نفسها بدأت تنسحب من سوق تكنولوجيا القيادة الذاتية.

### حوادث
في مارس 2018، كان هناك توقف مؤقت لاختبار أوبر للمركبة ذاتية القيادة بعد وفاة إيلين هيرزبيرغ بواسطة مركبة أوبر ذاتية القيادة في تيمبي، أريزونا. طبقاً للشرطة، فإن المرأة صدمتها سيارة أوبر أثناء محاولتها عبور الشارع، بينما كان مهندس أوبر في السيارة يشاهد مقاطع فيديو على هاتفه. سحبت أوبر سياراتها ذاتية القيادة من جميع الطرق العامة وتوصلت إلى تسوية مع أسرة الضحية. كان هناك خلاف بين السلطات المحلية حول ما إذا كانت السيارة أو الضحية مخطئين أم لا. في ديسمبر 2018، بعد تلقي الموافقة المحلية، أعادت أوبر اختبار سياراتها ذاتية القيادة، فقط خلال ساعات النهار وبسرعات أبطأ، في بيتسبرغ وتورنتو. في مارس 2019، وجد مكتب المدعي العام لمقاطعة يافاباي أن شركة أوبر غير مسؤولة جنائياً عن وفاة هيرزبرغ. غيرت الشركة نهجها تجاه المركبات ذاتية القيادة بعد وفاة هيرزبرغ، ودعت كلاً من وايمو وجنرال موتورز لاستخدام «مركبات ذاتية القيادة لتشغيلها ضمن شبكة سيارات أوبر». في فبراير 2020، استعادت أوبر تصريحها لاختبار المركبات ذاتية القيادة على الطرق العامة في كاليفورنيا مع سائقين احتياطيين وأعلنت عن خطط لاستئناف الاختبار في سان فرانسيسكو.

### التوقيت
في سبتمبر 2016، توقعت أوبر التشغيل المحتمل لـ 75,000 مركبة ذاتية القيادة في 13 مدينة بحلول عام 2022 وأن 13,000 مركبة أوبر ذاتية القيادة يمكن أن تتبدأ العمل بحلول عام 2019. في أبريل 2019، قدمت راكيل أورتاسون، العالِمة في أوبر، تقديرًا أكثر حذرًا لقدرات الشركة في نهاية المطاف على القيادة الذاتية، قائلة إن «السيارات ذاتية القيادة ستكون في حياتنا. السؤال عن متى يحدث ذلك لم يتضح بعد. إن الحصول عليها على نطاق واسع سيستغرق وقتًا طويلاً».

### نفقات البحث والتطوير
في أوائل عام 2019، أنفقت أوبر 20 مليون دولار شهريًا على البحث والتطوير للمركبات ذاتية القيادة؛ ومع ذلك، قال مصدر إن النفقات على برنامج المركبات ذاتية القيادة وصلت إلى 200 مليون دولار لكل ربع سنة.

### إلغاء البحث في مجال الشاحنات ذاتية القيادة
بعد إنفاق أكثر من 925 مليون دولار لتطوير شاحنات ذاتية القيادة، ألغت أوبر برنامج الشاحنات ذاتية القيادة في يوليو 2018. استحوذت أوبر على شركة أوتتو مقابل 625 مليون دولار في عام 2016. وفقًا لدعوى قضائية أقامتها شركة وايمو في فبراير 2017، المملوكة لشركة تابعة لشركة جوجل، يُزعم أن موظف جوجل السابق أنتوني ليفاندوفسكي «نزّل 9.7 غيغابايت من ملفات شديدة السرية لوايمو وأسرار تجارية، بما في ذلك مخططات وملفات تصميم ووثائق اختبارات» قبل استقالته لتأسيس أوتتو، والتي تم شراؤها من قبل أوبر. صدر حكم في مايو 2017 يلزم أوبر بإعادة الوثائق إلى وايمو. بدأت المحاكمة في 5 فبراير 2018. تم الإعلان عن تسوية في 8 فبراير 2018، حيث منحت أوبر وايمو 244 مليون دولار من أسهم أوبر ووافقت على عدم التعدي على الملكية الفكرية لشركة وايمو.

## انتقادات

### تصنيف السائقون كمتعاقدين مستقلين
ما لم ينص القانون على خلاف ذلك، يكون السائقون بشكل عام مقاولين مستقلين وليسوا موظفين. يؤثر هذا التصنيف على الضرائب وساعات العمل ومزايا العمل الإضافي. تم رفع دعاوى قضائية من قبل السائقين بدعوى أنهم يستحقون حقوق وطرق علاج كما للـ «موظفين» بموجب قانون العمل. ومع ذلك، فإن السائقين لديهم بالفعل بعض المرونة التي ليست شائعة بين الموظفين.
في قضية «أوكونور ضد أوبر تكنولوجيز»، وهي دعوى قضائية مرفوعة في محكمة مقاطعات الولايات المتحدة للمنطقة الشمالية من كاليفورنيا في 16 أغسطس 2013، دافع سائقو أوبر أنه وفقًا لقانون العمل في كاليفورنيا، يجب تصنيفهم كموظفين والحصول على تعويض عن مصاريف العمل مثل الغاز وتكاليف صيانة المركبات. في مارس 2019، وافقت أوبر على دفع 20 مليون دولار لتسوية القضية.
في 28 أكتوبر 2016، في قضية «اسلام ضد أوبر»، قضت محكمة التوظيف في وسط لندن بأن سائقي أوبر «عمال» وليسوا يعملون لحسابهم الخاص، ويحق لهم الحصول على الحد الأدنى للأجور بموجب قانون الحد الأدنى الوطني للأجور لعام 1998، وبدل للعطلات وغيرها من المستحقات. رفع اثنان من سائقي أوبر قضية الاختبار إلى محكمة العمل بمساعدة اتحاد جي إم بي، نيابة عن مجموعة من السائقين في لندن. استأنفت أوبر أمام المحكمة العليا للمملكة المتحدة؛ وعُقدت جلسة استماع في 21 يوليو 2020.
في مارس 2018، قضت الإدارة الفيدرالية للشؤون الاقتصادية والتعليم والبحوث في سويسرا بضرورة تصنيف السائقين كموظفين.
في أبريل 2018، حكمت المحكمة العليا في كاليفورنيا في قضية «شركة دايناميكس أوبيراشنز وست ضد المحكمة العليا» بأن شركة دايناميكس، وهي شركة توصيل، قد أخطأت في تصنيف سائقي التوصيل كمقاولين مستقلين وليس موظفين. أدى هذا في النهاية إلى تمرير كاليفورنيا لمشروع قانون (AB5) في 11 سبتمبر 2019، والذي يضع اختبار لتحديد ما إذا كان يجب تصنيف العامل كموظف والحصول على الحد الأدنى من حماية الأجور ومزايا البطالة. من المقرر إجراء استفتاء لتقديم الإعفاءات في نوفمبر 2020. في ديسمبر 2019، رفعت شركتي أوبر وبوستماتس دعوى قضائية ضد كاليفورنيا، بدعوى أن قانون AB5 غير دستوري.
في نوفمبر 2019، قرر قسم العمل وتنمية القوى العاملة في نيوجيرسي أنه يجب تصنيف السائقين كموظفين وفرضت غرامة على أوبر بقيمة 650 مليون دولار بسبب الضرائب المتأخرة على التأمين ضد البطالة وضد العجز .

### الامتثال لقوانين الحد الأدنى للأجور
في بعض الولايات القضائية، يُضمن للسائقين حدًا أدنى للأجور، كما هو الحال في مدينة نيويورك، حيث يجب أن يكسب السائقون 26.51 دولارًا في الساعة قبل النفقات أو 17.22 دولارًا في الساعة بعد النفقات. أظهرت التحليلات أنه في ظل غياب مثل هذه القوانين، فإن العديد من السائقين يتقاضون أقل من الحد الأدنى للأجور. وجد تقرير صادر عن معهد السياسة الاقتصادية في مايو 2018 أن متوسط أجر الساعة للسائقين هو 9.21 دولارًا. تم نشر تقارير عن تدني الأجور في مجلة بروفيل، تريند، والجارديان. زعم تقرير صدر عام 2017 أن 4٪ فقط من جميع سائقي أوبر لا يزالون يعملون على هذا النحو بعد عام واحد من البدء، ويرجع ذلك أساسًا إلى انخفاض الأجور.
ومع ذلك، وجدت دراسة أجريت عام 2019 أن «السائقين يكسبون أكثر من ضعف الفائض الذي قد يحصلون عليه في الظروف الأقل مرونة».

### مزاعم التسعير حسب الطلب وتحديد الأسعار
نظرًا لنماذج التسعير حسب الطلب، قد تختلف الأسعار لنفس المسار بناءً على العرض والطلب على المشاوير في وقت طلب المشوار. عندما يرتفع الطلب على الرحلات في منطقة معينة ولا يوجد عدد كافٍ من السائقين في هذه المنطقة، تزداد الأسعار لجذب المزيد من السائقين إلى تلك المنطقة. في بعض الحالات، أدى ذلك إلى دفع رسوم إضافية كبيرة أثناء حالات الطوارئ مثل إعصار ساندي، وأزمة الرهائن في سيدني 2014، وهجوم جسر لندن عام 2017.
في الولايات المتحدة، لا يملك السائقون أي سيطرة على الأسعار التي يتقاضونها؛ تزعم الدعاوى القضائية أن هذا قيد غير قانوني في التجارة وانتهاك لقانون شيرمان لمكافحة الاحتكار لعام 1890.

### مخاوف تتعلق بالسلامة والأمان
ليس من الواضح ما إذا كانت مركبات النقل أقل أمانًا أو أكثر أمانًا من سيارات الأجرة. المدن الكبرى في الولايات المتحدة ليس لديها الكثير من البيانات حول الحوادث المتعلقة بسيارات الأجرة. ومع ذلك، في لندن، كان سائقي سيارات الأجرة مسؤولين عن 5 أضعاف عدد حوادث الاعتداء الجنسي مقارنة بسائقي أوبر. تم ارتكاب جرائم من قبل سائقي سيارات النقل المشترك للركاب وكذلك من قبل أفراد ينتحلون صفة سائقي سيارات النقل المشترك للركاب الذين يجذبون الركاب الغافلين إلى سياراتهم بوضع شعار على سيارتهم أو من خلال الادعاء بأنهم السائقون المتوقعون للراكب. أدى هذا النوع الأخير إلى مقتل سامانثا جوزيفسون وإدخال قانون سامي. تزعم الدعاوى القضائية أن شركات مشاركة الرحلات لم تتخذ التدابير اللازمة لمنع الاعتداء الجنسي.
تم تغريم شركات مشاركة الرحلات من قبل الوكالات الحكومية بسبب انتهاكات في عمليات التحقق من الخلفية الخاصة بهم.
في نوفمبر 2019، لم تجدد هيئة النقل بلندن رخصة أوبر للعمل، ويرجع ذلك جزئيًا إلى قدرة الأشخاص على تزوير الهويات واستخدام حسابات السائقين الآخرين، والتحايل على عملية فحص الخلفية.

### زيادة الازدحام المروري، وانبعاثات الكربون، وتقليل استخدام وسائل النقل العام
أظهرت الدراسات أن الازدحام المروري قد زاد في مدينة نيويورك وسان فرانسيسكو ومومباي ونيودلهي وبنغالور حيث توجد شبكات نقل عام واسعة النطاق. كثير من الناس الذين يستخدمون هذه الخدمات كانوا سيستخدمون وسائل النقل العام. لوحظ أن سيارات الأجرة تأخذ وقتا انتظار أقل للراكب ووقت قيادة أقل بدون راكب للسيارة، وبالتالي تساهم بشكل أقل في الازدحام والتلوث في مناطق وسط المدينة. ومع ذلك، أشار تقرير آخر إلى أن هذه الشركات تعمل كمكملات للنقل العام.
في عام 2020، وجد اتحاد العلماء المهتمين أنه بسبب القيادة بدون ركاب، «تنتج سيارات مشاركة الرحلات انبعاثات كربونية بنسبة 47 بالمائة أكثر من رحلة مماثلة تقوم بها في سيارتك الخاصة».

### عجز في المركبات المجهزة للكراسي المتحركة
في بعض المناطق، يُطلب من شركات تأجير السيارات بموجب القانون أن يكون لديها قدر معين من الشاحنات التي يمكن استخدامها من قبل الأشخاص الذين يستعملون الكراسي المتحركة. ومع ذلك، فإن معظم السائقين لا يمتلكونها، مما يجعل من الصعب الامتثال للقوانين.

### رفض الساقون لنقل حيوانات الخدمة

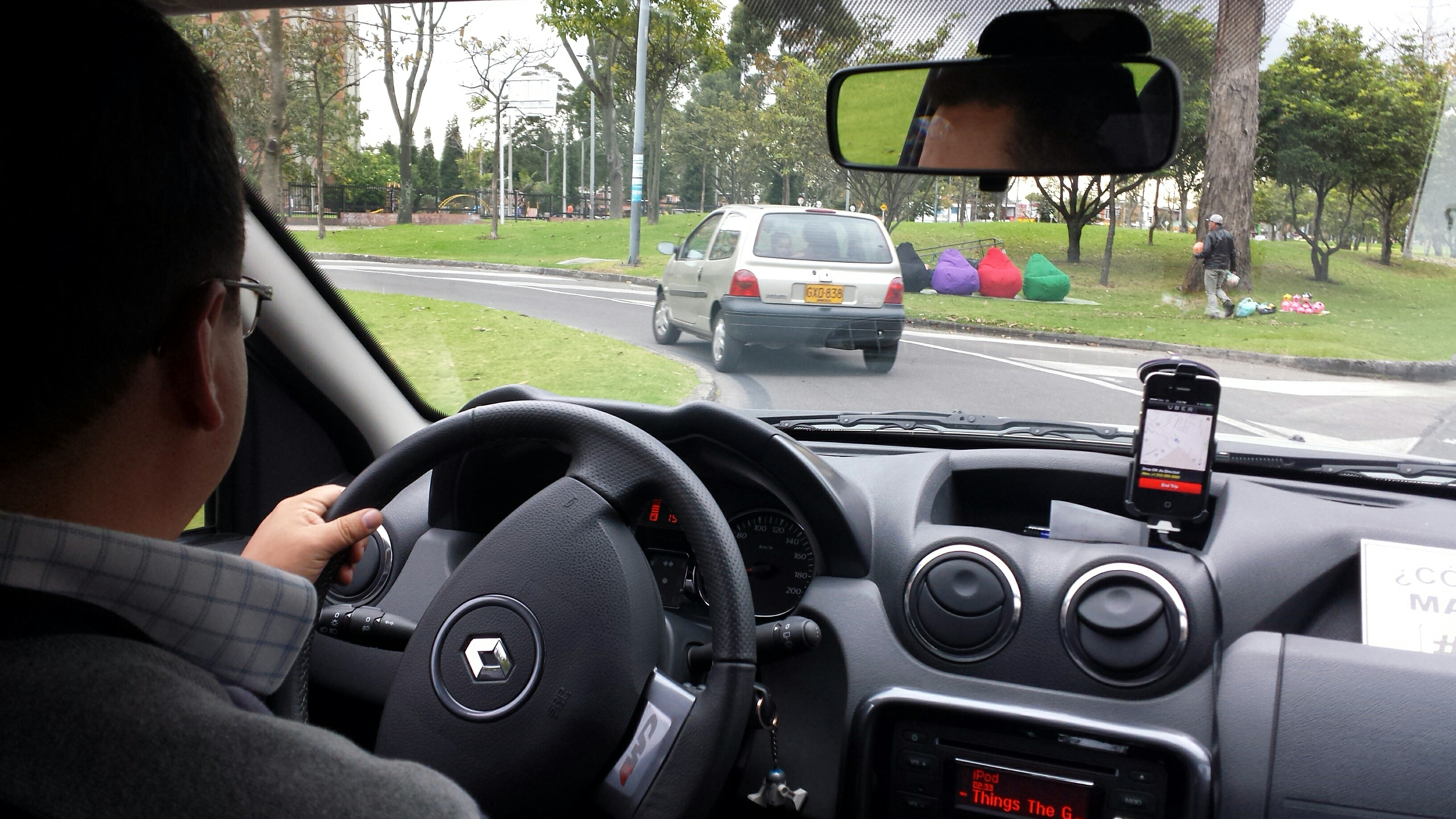
سائق أوبر في بوجوتا، كولومبيا يقود السيارة واضعاً هاتفه الذكي الذي يعرض برنامج أوبر على حامل أمامه أثناء القيادة

في حين أن لدى الشركات متطلبات صارمة لنقل حيوانات الخدمة، فقد تعرض السائقون لانتقادات لرفضهم نقل حيوانات الخدمة، الأمر الذي يعد انتهاكًا لقانون «الأمريكيين ذوي الإعاقة لعام 1990» في الولايات المتحدة. في إحدى الحالات، أدى ذلك إلى رفع دعوى قضائية أُحيلت إلى التحكيم.

### استخدام الهاتف أثناء القيادة
لقبول الأجرة، يجب على السائقين النقر على شاشة هواتفهم، عادةً في غضون 15 ثانية بعد تلقي الإخطار، وهو أمر غير قانوني في بعض الولايات القضائية لأنه قد يؤدي إلى تشتت انتباه السائق أثناء القيادة.

### انخفاض قيمة ترخيص قيادة سيارات الأجرة
تراجعت قيمة تراخيص سيارات الأجرة، أو التصاريح القابلة للتحويل، أو التراخيص التي تسمح لحاملها باستئجار ركاب بشكل كبير. بعض من الاتحادات الائتمانية التي أقرضت الأموال بضمان هذا النوع من التراخيص عانت من فشل مصرفي.

### ادعاءات تحديد الأسعار والاحتكار
تعرضت أوبر للعديد من القضايا القانونية لمكافحة الاحتكار. ينص قانون مكافحة الاحتكار عمومًا على أن أنشطة تحديد الأسعار مسموح بها داخل الشركات التجارية، لكنه يمنعها من تجاوز حدود الشركة. لا تقدم أوبر بالفعل خدمات للمستهلكين بشكل مباشر، وبدلاً من ذلك، فإن السائقين هم مقاولون مستقلون وليسوا موظفين. ينطبق إعفاء الشركة من قانون مكافحة الاحتكار بشكل صارم على الكيانات التي يتم التحكم بالنظام فيها بشكل مباشر، مثل الموظفين داخل الشركة. يتمثل جوهر نموذج أعمال أوبر في تنسيق سعر الخدمة باستخدام السائقين كوسيلة لتقديم أسعار مسبقة محسوبة بواسطة خوارزمية. تمكنت أوبر من تجنب التقاضي مباشرة بشأن مشكلة مكافحة الاحتكار هذه عن طريق إجبار أحد المستهلكين (قضية ماير ضد أوبر تكنولوجيز) على الانتقال إلى التحكيم.
في قضية مكافحة الاحتكار عام 951، قضية الولايات المتحدة ضد شركة ريتشفيلد أويل، حكمت المحكمة بشكل لا لبس فيه للحكومة لأن شركة ريتشفيلد أويل مارست سيطرة فعلية على «رجال الأعمال المستقلين»، في انتهاك لقوانين مكافحة الاحتكار، على الرغم من أنهم لم يكونوا موظفين شركة. لقد أصبح هذا أساسًا للتحديد بين مجال العمل ومكافحة الاحتكار: إذا كانت الكيانات التابعة «رجال أعمال مستقلين» وليست موظفين، فمن غير القانوني ممارسة الرقابة. وأكدت المحكمة العليا للولايات المتحدة نفس المبدأ الأساسي ضد إكراه غير الموظفين بموجب تكامل رأسي في قضية عام 1964، قضية سمبسون ضد شركة يونيو أويل كاليفورنيا.
شركات السوق الإلكترونية ذات العمالة الصغيرة مثل أوبر ولايفت وهاندي وأمازون للخدمات المنزلية ودور داش وانستاكارت أتقنت طريقة تتعامل فيها مع العمال باعتبارهم أشخاص لا تنطبق عليهم المواصفات القياسية للموظفين، بينما تشغل الشركة سوق العمل بكامله من أجل مصلحتها الشخصية - ما يسميه بعض خبراء مكافحة الاحتكار «قاعة توظيف العمال الهادفة للربح».
سائقي أوبر ليسوا موظفين، وبالتالي فإن تحديد أوبر للشروط التي يتعاملون معها مع العملاء، بما في ذلك تحديد الأسعار المفروضة على العملاء، يشكل انتهاكًا لحظر قيود التجارة في قانون شيرمان لمكافحة الاحتكار لعام 1890. مسألة ما إذا كانت أوبر هي مؤامرة لتثبيت الأسعار، وما إذا كان تحديد الأسعار أفقيًا، أمر لم يتم حله بعد في المحكمة. صرحت أوبر علنًا بما يلي: «نعتقد أن القانون إلى جانبنا وهذا هو السبب في أنه في غضون أربع سنوات لم تثر أي وكالة لمكافحة الاحتكار هذا الأمر باعتباره مشكلة ولم يكن هناك دعاوى قضائية مماثلة في الولايات المتحدة.»

### عدم كفاية عمليات التحقق من الخلفية وفحص السائقين
حادث إطلاق النار في كالامازو الذي وقع في فبراير 2016، والذي أسفر عن مقتل ستة أشخاص في كالامازو بولاية ميشيغان، ارتكبها سائق أوبر. على الرغم من أن أوبر تعرضت لانتقادات بسبب عملية فحص الخلفية، إلا أن السائق لم يكن لديه سجل جنائي، ولم يتسبب فحص الخلفية في إثارة القلق.
في نوفمبر 2017، فرضت لجنة المرافق العامة في كولورادو غرامة قدرها 8.9 مليون دولار على أوبر بعد اكتشاف أن 57 سائقا في الولاية ارتكبوا انتهاكات في عمليات التحقق من خلفيتهم، بما في ذلك مجرم مُدان والذي حصل على إذن بالقيادة لصالح أوبر باستخدام اسم مستعار. مبلغ الغرامة يعادل 2500 دولار لكل يوم يعمل فيه سائق غير مؤهل.

## أوبر في الشرق الأوسط
تعمل شركة أوبر في عدة دول بمنطقة الشرق الأوسط وشمال أفريقيا وهي:
- المملكة العربية السعودية
- الأردن
- الإمارات
- مصر
- لبنان
- المغرب
- قطر
- العراق
- البحرين

## وصلات خارجية
- الموقع الرسمي
- أوبر على موقع Google Play (الإنجليزية)